# Baileybrug

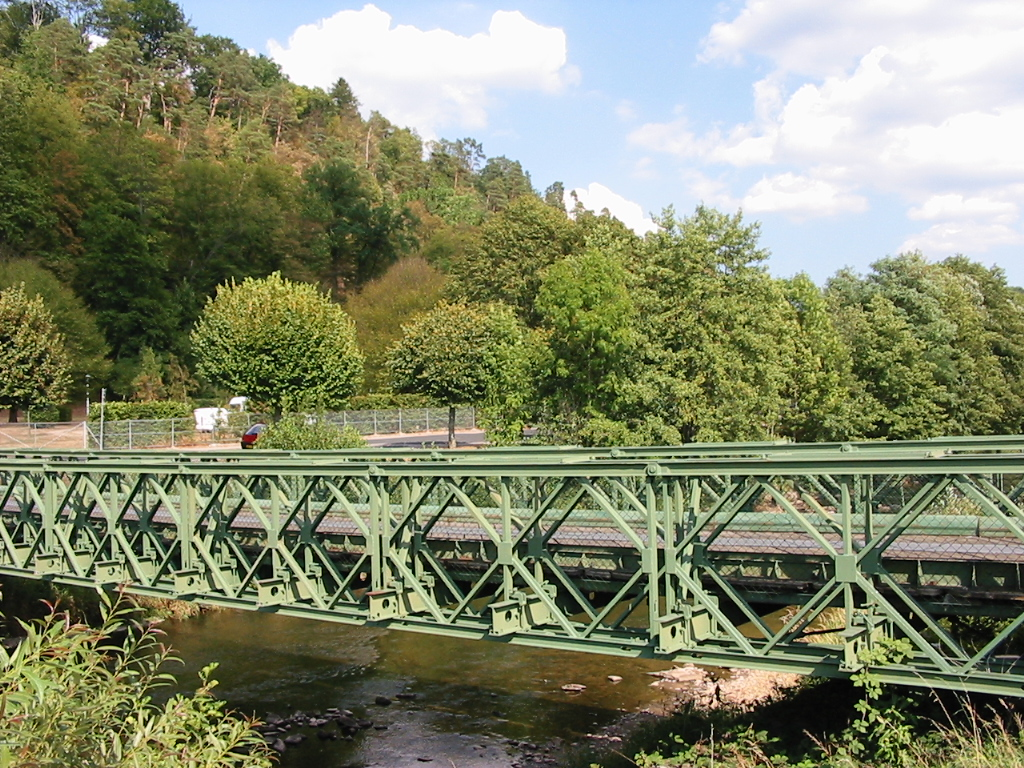
Baileybrug over de Meurthe, Frankrijk (2003)

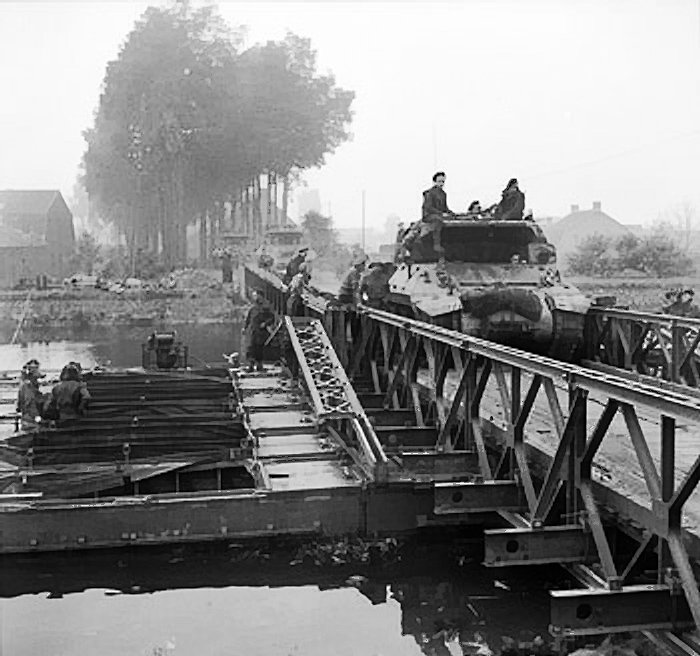
M10-tankjagers van het 77e Antitankregiment, 11e Pantserdivisie, passeren een baileybrug over het Maas-Scheldekanaal te Sint-Huibrechts-Lille, 20 september 1944.

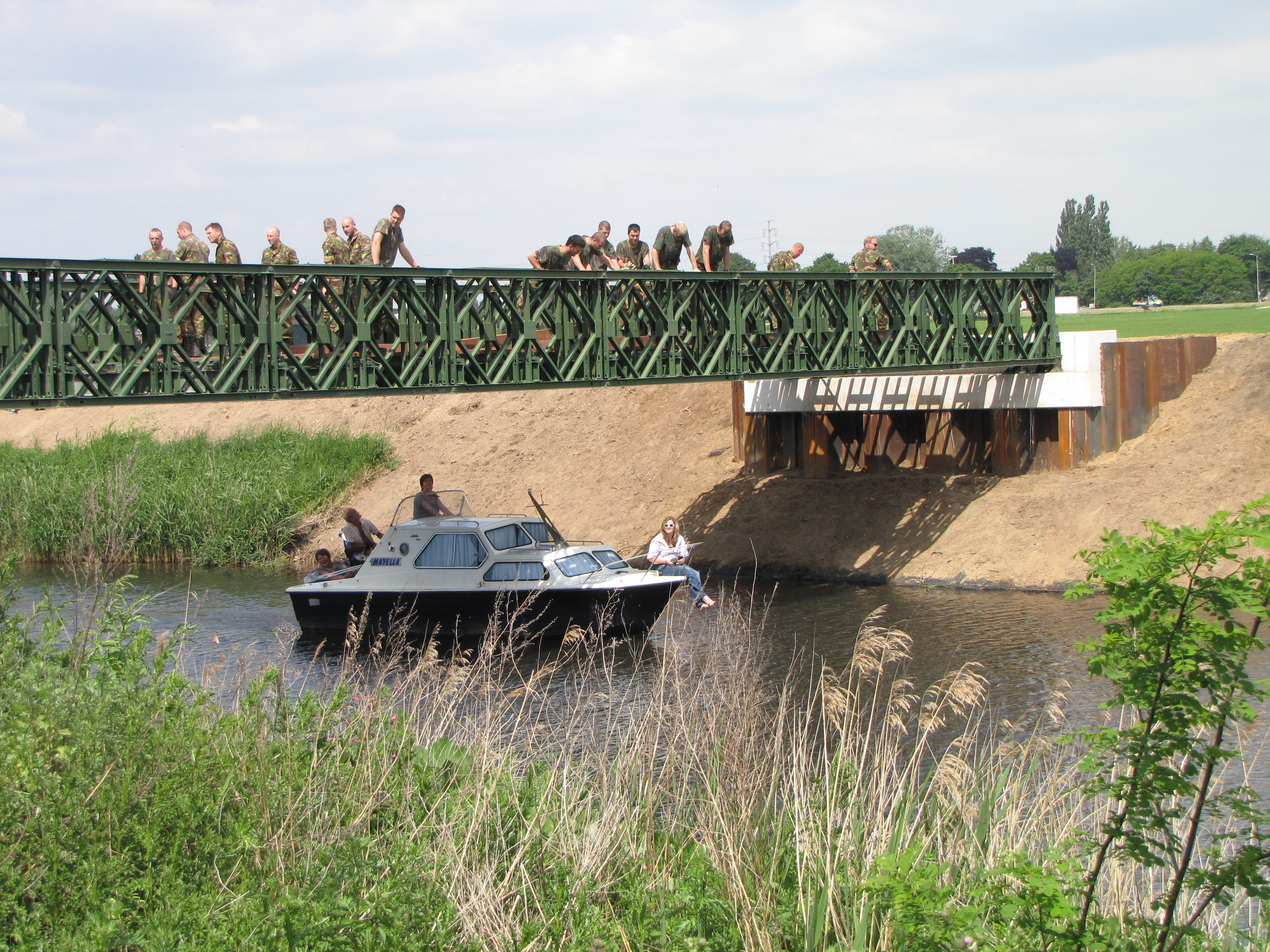
Nederlandse soldaten op zojuist geplaatste baileybrug over de Oude IJssel, Ulft (2010)

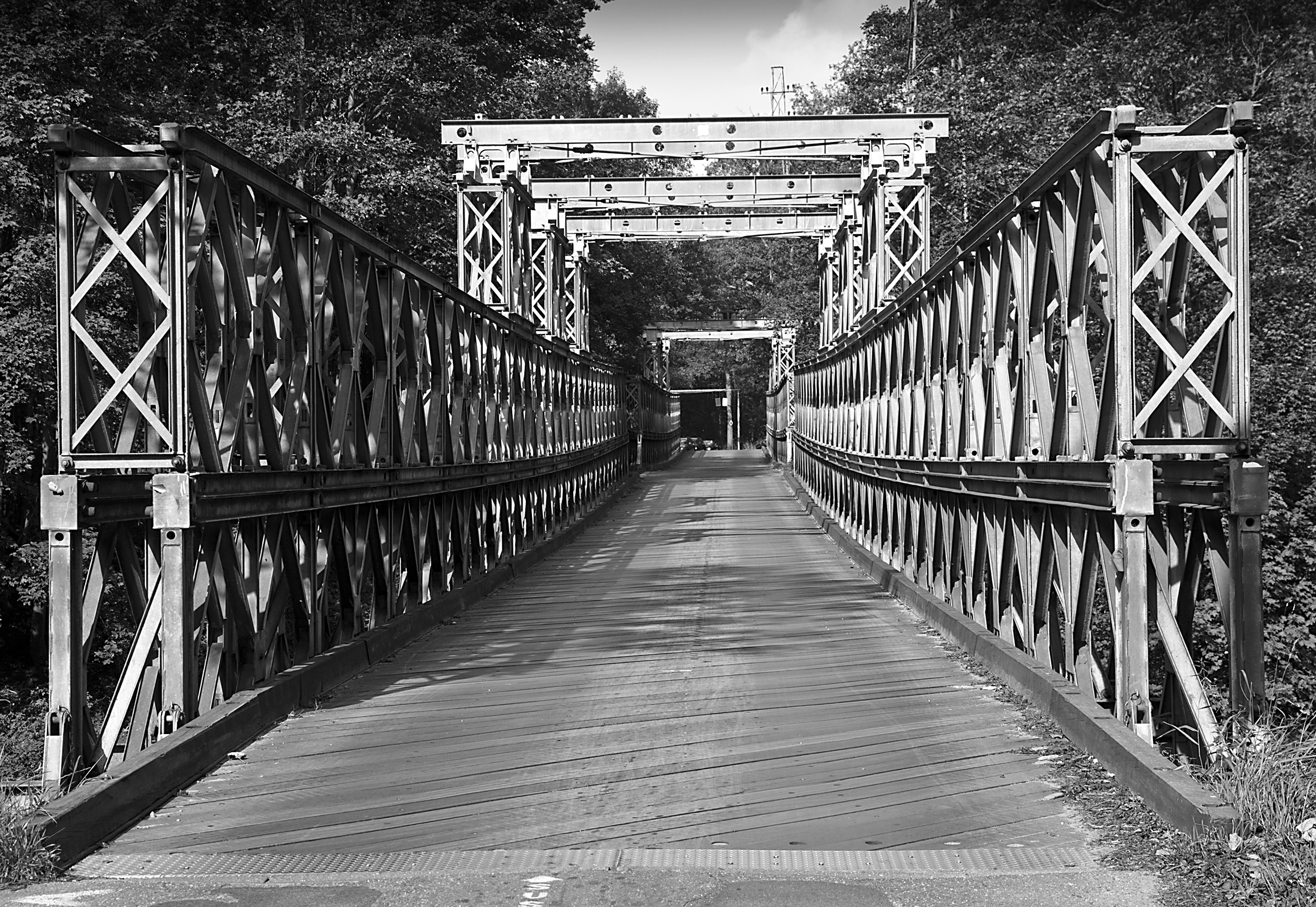
Dubbele baileybrug over het Kempens Kanaal bij Mol (2011)

Een baileybrug is een brug die bestaat uit standaardsegmenten en als zodanig zeer snel opgebouwd kan worden. De basis van het ontwerp is een vakwerkbrug. Dit type brug is in eerste instantie ontworpen voor toepassing door genietroepen van het leger en kan maximaal 60 meter vrij overspannen en zware voertuigen dragen. Dit brugtype is nog steeds in gebruik voor militaire en civiele toepassingen en wordt wereldwijd beschouwd als een knap staaltje militaire techniek.

## Ontwerp
De brug is ontworpen door de Brit Donald Bailey, die als burger werkzaam was voor het Britse ministerie van Defensie. Hij bouwde modellen van bruggen als hobby. Nadat hij het model aan zijn superieuren toonde werd het ontwerp in 1943 in gebruik genomen in Italië. Hierna werd de productie drastisch opgevoerd in zowel Groot-Brittannië als de Verenigde Staten. Donald Bailey is voor dit ontwerp geridderd.
Het ontwerp van de baileybrug maakte echter inbreuk op een eerder patent van de Callender-Hamilton-brug. De ontwerper van deze brug, A. M. Hamilton, tekende hierop met succes beroep aan bij de Royal Commission for Awards to Inventors. De baileybrug had echter een aantal voordelen boven het ontwerp van Hamilton.

## Bouw
De segmenten van de brug zijn ontworpen om zonder bijzonder gereedschap en zonder een hijskraan geplaatst te kunnen worden. De segmenten zijn licht genoeg om door een aantal mensen getild te worden. De segmenten zijn ook ontworpen met voldoende tolerantie zodat onderdelen die in verschillende fabrieken gemaakt zijn onderling uitwisselbaar zijn.
De lengte en draagkracht van de brug kunnen variëren naar de wens van de gebruikers door het plaatsen van extra segmenten, zowel in de lengte als de breedte. Zo kunnen de zijpanelen versterkt worden door er extra panelen tegenaan te bevestigen. Het basiselement is het Bailey-paneel. Indien een grotere draagkracht vereist is kan een dubbele, of zelfs driedubbele brug worden geconstrueerd.
De basiselementen van de brug zijn ca. drie meter (tien voet) lang. Ze bestaan uit een of meerdere zijpanelen (hoofdliggers), stalen draagbalken (dwarsdragers), welke bijna zes meter lang zijn die bevestigd worden tussen de zijpanelen aan beide kanten met daarop stalen profielen in de lengterichting van de brug (langsliggers). Het dek van de brug wordt gemaakt van houten planken die op de langsliggers bevestigd worden.
De brug wordt gebouwd op de plaats waar de brug moet komen, bijvoorbeeld vanaf de oever van een rivier. Zodra drie secties van drie meter lengte gereed zijn worden deze een sectielengte op rollers doorgeschoven waarna volgende secties eraan vastgemaakt worden. Dit proces wordt herhaald totdat de brug de overkant van de rivier bereikt heeft. De brug balanceert hierbij steeds op de rollers, waarbij het brugdeel wat nog op de oever ligt uiteraard altijd langer moet zijn dan het vrij uitstekende deel. Om de doorbuiging van het vrije einde te compenseren wordt er een "neus"-constructie aan de brug bevestigd, welke omhoog gericht staat. Na het bereiken van de definitieve ligplaats wordt deze "neus" afgebroken en wordt het brugdek aangebracht.

## Gebruik
Er zijn veel verhalen over het gebruik van baileybruggen. De eerste brug werd onder vuur bij Leonforte gebouwd. Toen deze brug de overkant bereikt had, was hij door beschietingen door tanks en artillerie niet meer in staat om zware belastingen te dragen. Omdat het vervangen van de beschadigde zijpanelen betekende dat de brug afgebroken moest worden werd besloten om nieuwe zijpanelen tegen de beschadigde te bevestigen. Dit werd later een standaardmethode.
In de Tweede Wereldoorlog werden alleen al in Italië ruim 3000 baileybruggen gebouwd met een totale lengte van 90 km om de door de Duitsers en Italianen vernietigde bruggen te vervangen.
Een voorbeeld van de duurzaamheid van de baileybrug was de IJsselspoorbrug te Deventer. In 1946 werd daar door de Britse genie een baileyspoorbrug aangelegd met de intentie die na enkele jaren zou worden vervangen door een permanent bouwwerk. Deze vervanging vond pas in 1982 plaats, al die jaren zijn er zware treinen overheen gereden.
Een baileybrug uit de Tweede Wereldoorlog in nog bijna originele staat is de dubbele baileybrug in de Belgische gemeente Mol over het Kanaal Bocholt-Herentals.
In het museumpark van Oorlogsmuseum Overloon zijn liefst drie baileybruggen opgesteld. Twee exemplaren zijn toegankelijk voor wandelaars in het park. Een ander exemplaar (afkomstig uit Alkmaar) maakt deel uit van de knooppuntenfietsroute die ook door het museumpark loopt, waarbij fietsers bovendien kosteloos over een 90 meter lange moderne brug door het museumgebouw kunnen fietsen. Deze moderne fietsbrug door het museum is bovendien de Lambrechtsen-Hunt-brug gedoopt, als eerbetoon aan Nederlandse luitenant Constant Lambrechtsen van Ritthem en de Britse majoor Hunt die in februari 1945 betrokken waren bij de aanleg van de baileybrug over de Maas tussen Oeffelt en Gennep, met 1222 meter de langste operationele baileybrug van de Tweede Wereldoorlog.
Baileybrugdelen vormen een belangrijk deel van de opbouw van station Eindhoven Centraal. 

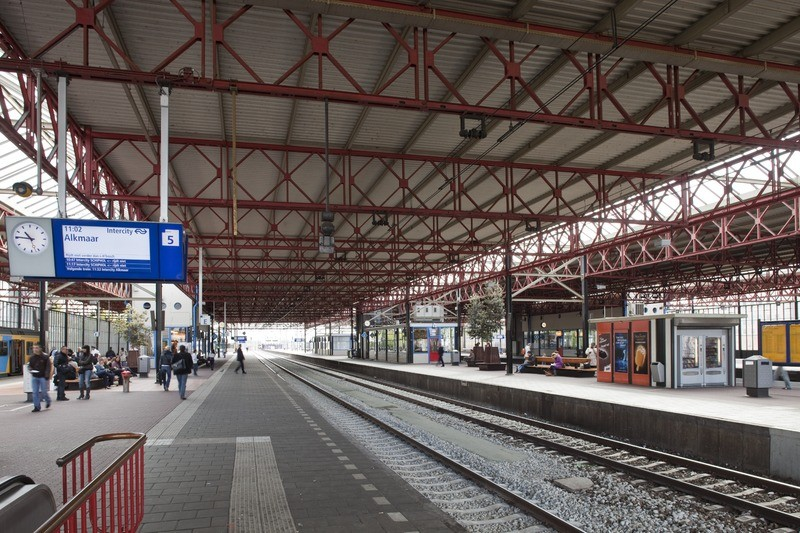
Interieur van station Eindhoven (2011, destijds zonder toevoeging Centraal)
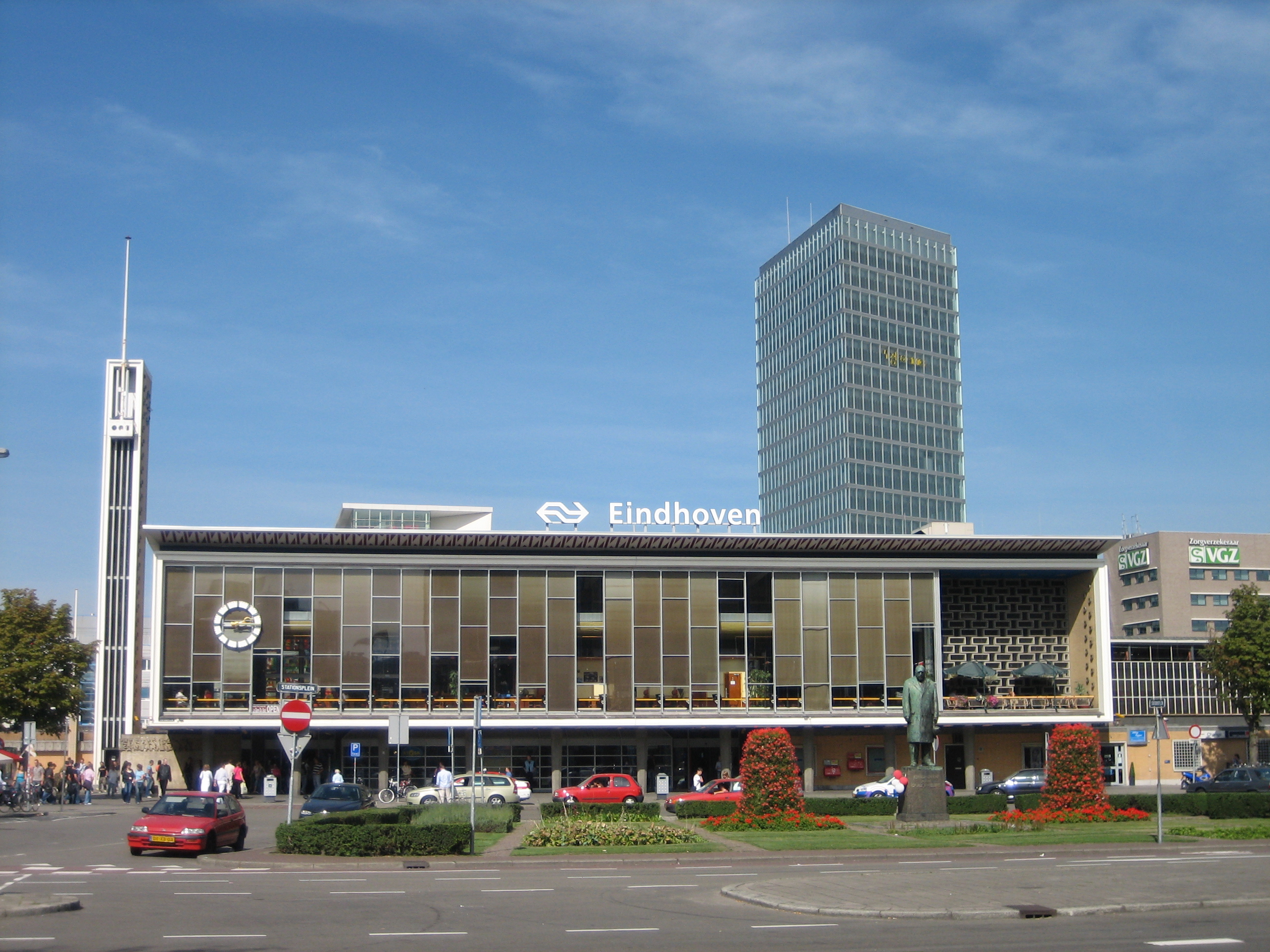
Exterieur van station Eindhoven (2006, destijds zonder toevoeging Centraal)